# Мішень

Мішень для стрільби з гвинтівки

Міше́нь — штучна ціль на вишколі та на змаганнях зі стрільби, зокрема на полігонах і в тирах.
Серед видів мішеней можна виділити:
- Стендові мішені (як правило, із зображенням концентричних кругів або силуету людини/тварини).
- Повітряні мішені (світлові або макетні) для бойових стрільб (Ту-143).
- Мішені для стендової стрільби («тарілочки»).
- Мішені для кульової спортивної стрільби (паперові мішені).
- Макети тварин (для спортивної стрільби з лука).
- Механічні або електронно-механічні мішені (є пристроєм, здатним повертатися в початкове положення після влучання кулі).
- Мішені для дартсу.

У неформальній формі стрільби, що називається плінкінг, у ролі мішеней можуть використовуватися бляшанки, дерев'яні колоди, пляшки, повітряні кульки, фрукти або будь-які інші штучні або природні об'єкти. Сама назва дозвілля походить з англійського звуконаслідування «плінк» (англ. plink) — різкого, дзвінкого звуку, який видає снаряд, влучаючи в металеву мішень, таку як бляшанка.

## Елементи
- Яблучко, яблуко — центр мішені. Використання пов'язане зі звичаєм: в давнину як мішень використовували підручні предмети, зокрема фрукти. Завдяки легенді про Вільгельма Телля, пронизане стрілою яблуко стало символом влучності стрільця.

У традиційній японській стрільбі з лука, кюдо, яблуко мішені називається дзубоші (zuboshi (яп. 図星).
- Габарит мішені — межа між сусідніми значеннями, наприклад відстань між «вісімкою» і «дев'яткою», називається габаритом. Влучання, що ледве зачепило габарит, називають габаритною пробоїною. Такий постріл зараховують на користь спортсмена, тобто присуджують те очко, зовнішній габарит якого зачеплено.
- Молоко — біле поле навколо мішені. Влучання в цю зону не приносить очок, не зараховують як влучний постріл, тож є промахом.
  - Влучити в молоко — схибити під час кидка або стрільбі.

## Різновиди

### Недієві

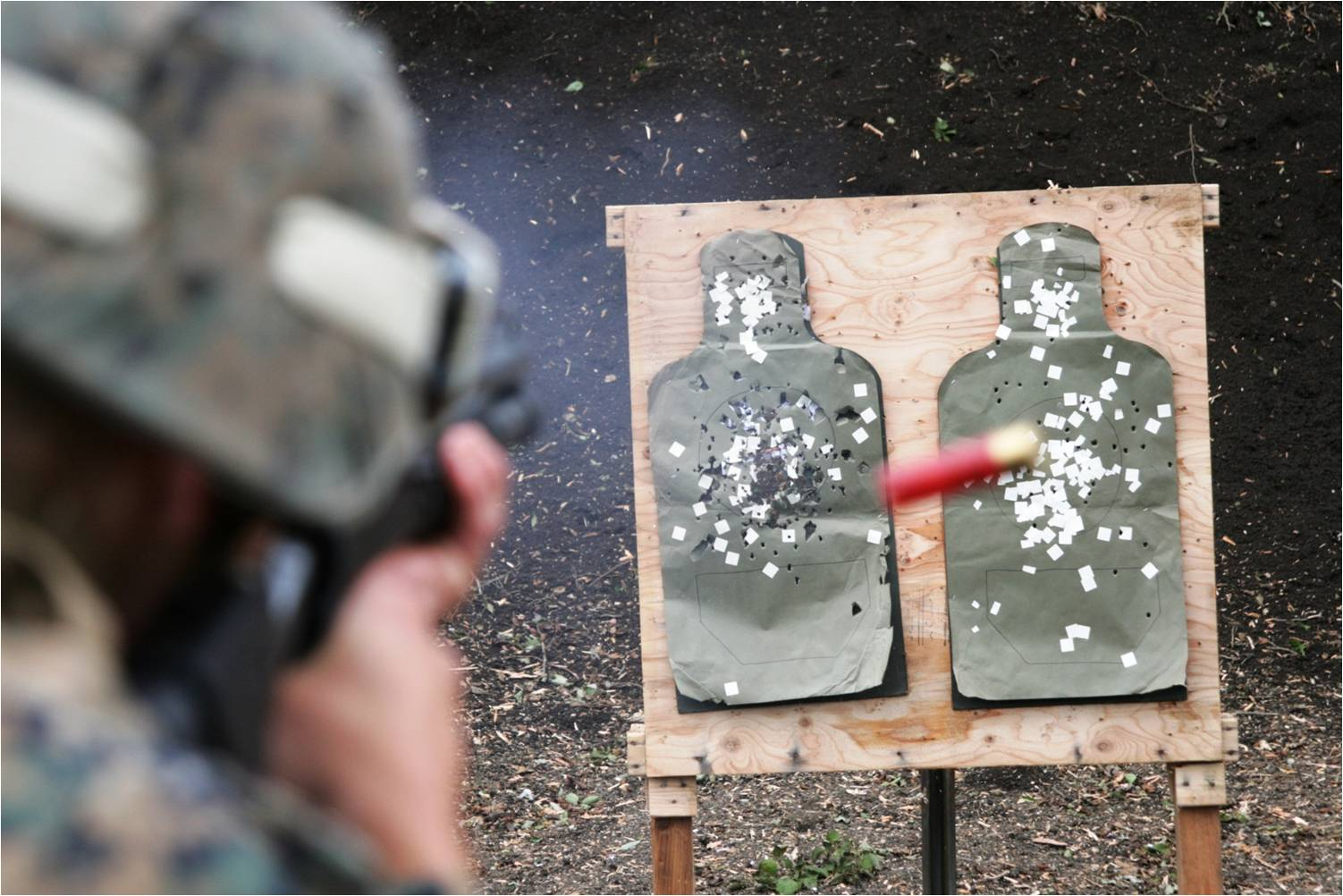
Мішені-силуети людини використовуються для тренувань військових та поліцейських зі стрільби з вогнепальної зброї

- Паперова мішень — звичайна одноразова паперова мішень з нанесеним малюнком для стрільби в яблучко, може виготовлятися з паперу, картону, гофрокартону або навіть ДВП, зазвичай одноразова і купується у великій кількості. Вимагає кріплення на стійку, вішалку, дріт або щит під час використання.
- Пінопластова мішень — зазвичай кубічної форми, виготовлена з пінополістиролу високої щільності, спіненої гуми або ламінованого картону, і переважно використовується для стрільби з лука.
- 3D-мішень — манекен у вигляді тварини/людини, який зазвичай виготовляють із пластику/скловолокна, пробкового дерева або пінополістиролу/пінопласту високої щільності, хоча деякі дивні моделі (наприклад, сумно відомий «Колишній») мають ретельно розроблений внутрішній вміст, що нагадує анатомічні органи, скелети, кров і навіть може бути залитий балістичним желатином. Частіше розміщується в тирі або полі для 3D стрільби з лука.

### Дієві

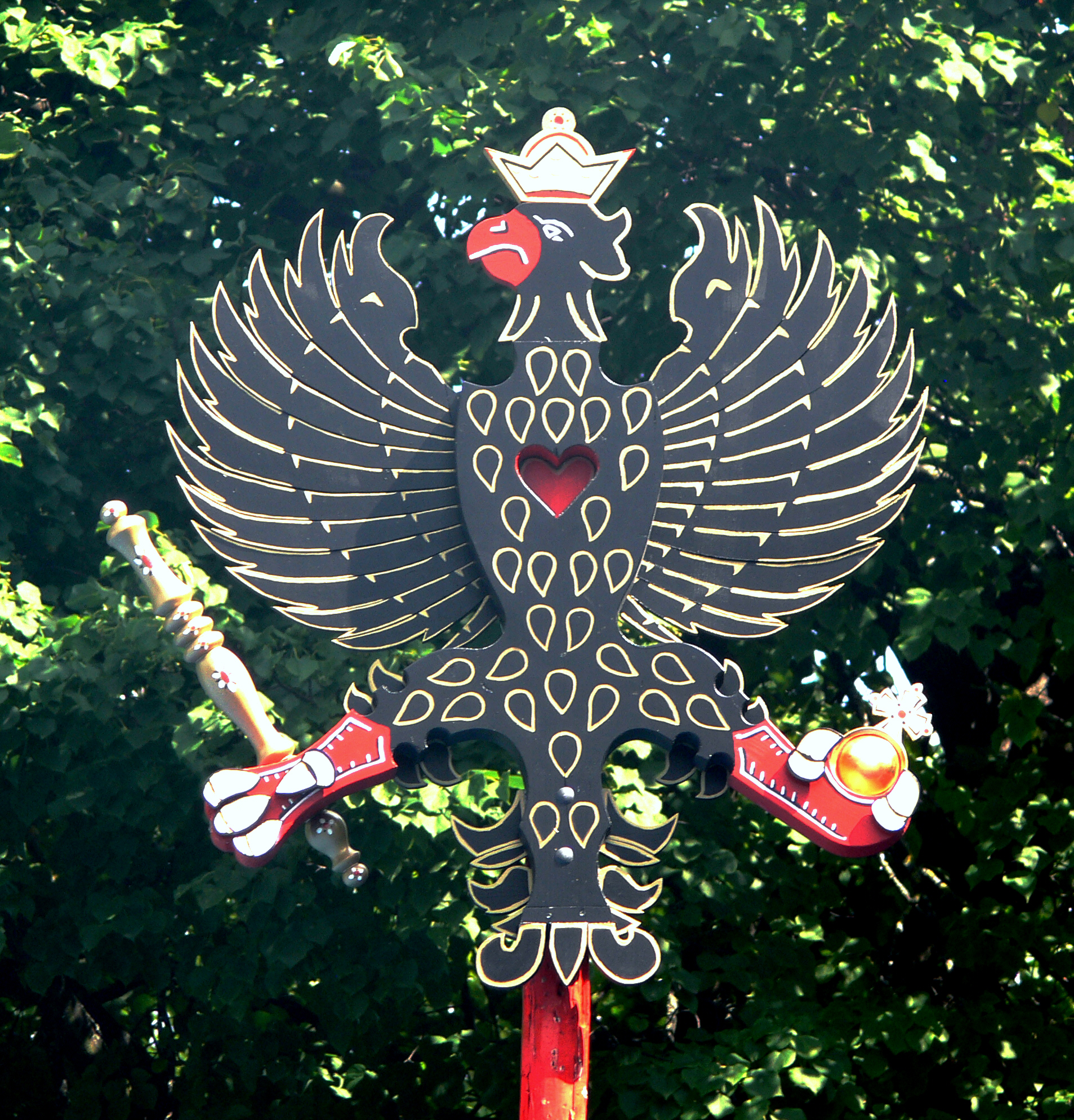
Фестивальна мішень, Німеччина, 2010

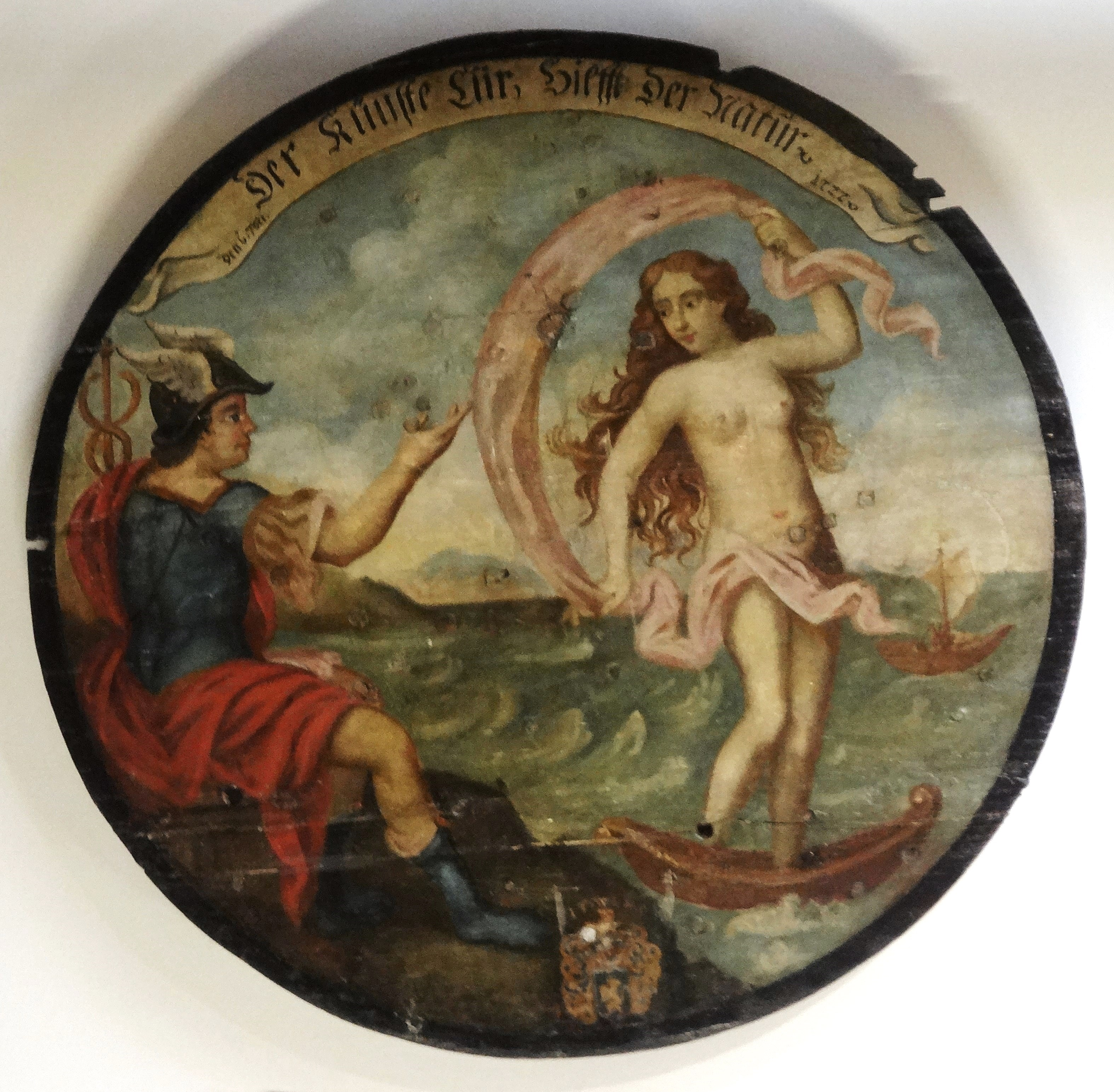
Мішень для стрільби (сирена) 1722 року (Музей Санкт-Файт-ан-дер-Глан)

Призначені для створення видимої або звукової відповіді на влучення здебільшого через створення різкого звуку або переміщення та/або підстрибування по землі. Вони можуть охоплювати будь-що, починаючи від справжніх змагань/покупних товарів і закінчуючи повсякденними предметами, такими як бляшанки, скляні пляшки, кеглі, м'ячі для гольфу, металеві бочки/тарілки або щось випадкове, що привертає увагу стрільця.
- «Сплаттер» мішень — паперові мішені подвійного ламінування з накладним шаром із темного фону (найчастіше чорного, також темно-синього) та світлого нижнього шару (часто білого або флуоресцентно-жовтого), розділених пластиковою плівкою. Під час влучання кулі пластикова плівка навколо краю пробитого отвору зморщується, оголюючи більш яскравий нижній шар, утворюючи навколо дірки яскраво забарвлений нерівний обідок, котрий виглядає як розбризкана фарба, і дозволяє легше спостерігати на відстані.
- Сталеві мішені — також відомі як «гонги», вони видають гучні різкі звуки, які можна почути з відстані, та (іноді) рухи під час влучання. Поширені у бойовій стрільбі, металевому силуеті, стрільбі на великі віддалі та різноманітних дисциплінах польової стрільби.

- Стрибальні мішені — ті, що вільно рухаються, та виготовлені з еластомірного матеріалу який «самовідновлюється», котрі котяться/перевертаються та відскакують уздовж землі під час пострілу кулею. Зазвичай використовується у вправах зі швидкої стрільби з напівавтоматичної та пневматичної зброї, оскільки рухи перекочування/підстрибування часто непередбачувані та корисні під час навчання швидкого прицілювання для подальших пострілів.
- Вибухові мішені — вмістища, наповнені бінарною розривною речовиною (наприклад, таннеритом), яка розроблена для вибухання та випуску невеликої короткої вогняної хмарки, коли її пробиває куля, що рухається з достатньою кінцевою енергією. Порошок барвника часто додають, щоби створити клубок кольорового диму для посилення видовища. Інколи можна використовувати балони з легкозаймистим газом (наприклад, пропан/бутан), котрі можуть створювати видимий струмінь полум'я під час пострілу, але вони становлять значний ризик пожежної небезпеки.
- Повітряні кульки часто можуть служити слабкою вибуховою мішенню, оскільки вони дуже дешеві та помітні (і зникають дуже очевидним чином коли в неї поцілять), до того-ж швидке скидання тиску також викликає чутне ляскання. Існують у продажу також повітряні компресори, які створюють тиск у пластикових пляшках, щоби утворити набагато гучніший гул, коли пляшку розбиває куля. Подібним чином повітряні кульки з водою та використані картонні коробки/пластикові глечики, наповнені водою, також можуть гідростатично створювати видимі (іноді досить неймовірні) бризки у разі пострілу потужною кулею.

### Інтерактивні
У цьому разі на куленепробивному екрані, який фіксує влучення, з'являються різні цілі. Удари куль видно на екрані мішені та на віддаленому моніторі за допомогою електронної системи оцінювання. Його називають різними іменами: «багатофункціональна віртуальна цільова система», «інтерактивний симулятор бойової стрільби», «система бойового прицілювання», «інтерактивна відеопроєкційна стінка тиру».

## У стрілецьких видах спорту

### Стендова стрільба

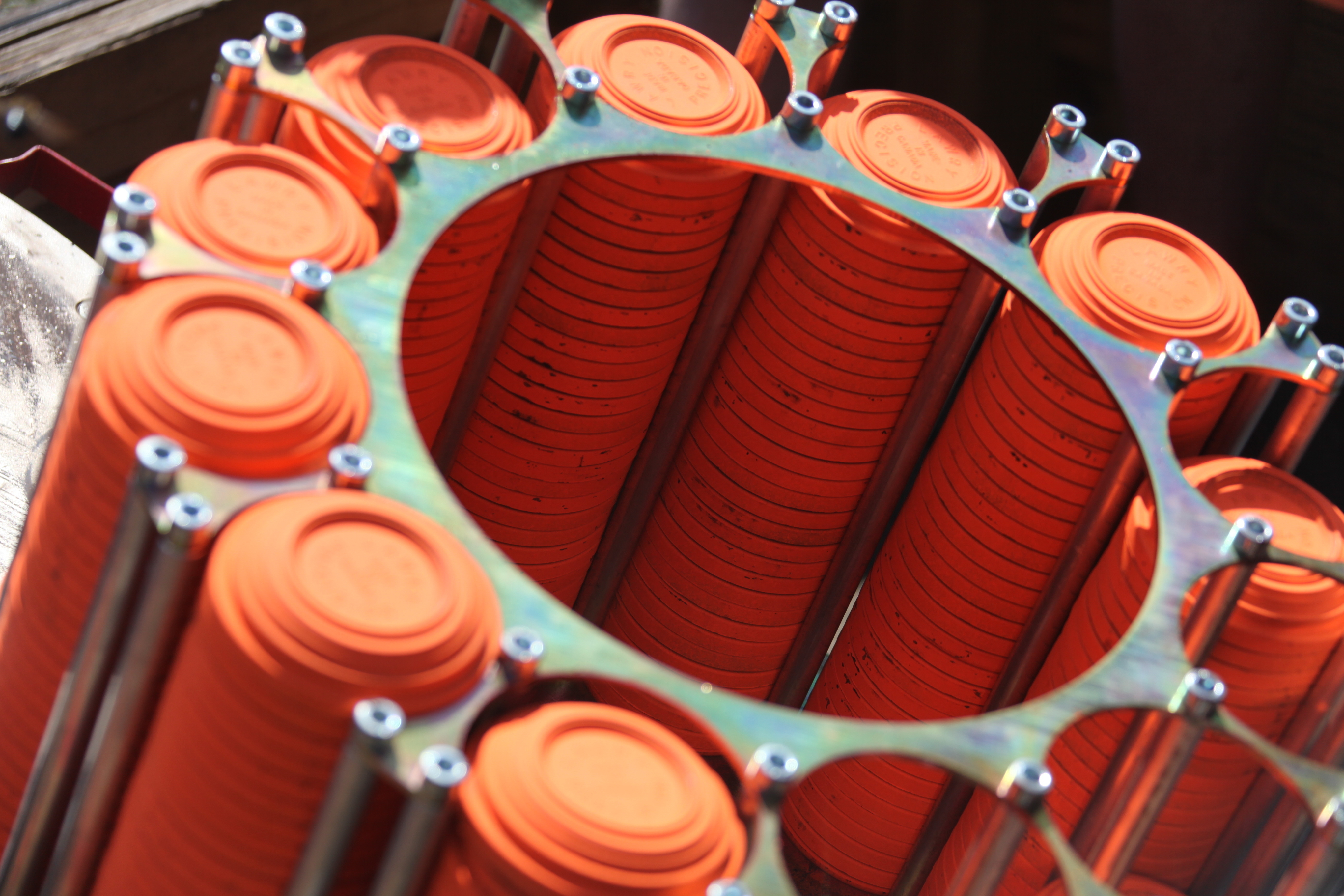
Стоси тарілочок-мішеней у пусковій установці

Тарілочка-мішень (англ. clay pigeon) — глиняний диск (суміш пеку і вапняку), що підкидаються в повітря для імітації польоту мисливського птаха. Розроблені, щоб витримувати кидки з пасток на дуже високих швидкостях, але водночас легко розбиватися від кількох свинцевих або сталевих куль з дробовика.
Мішені зазвичай сигнально-помаранчеві або чорні, однак часто використовуються й інші кольори, наприклад, білий або жовтий, щоб їх було добре видно на різному фоні та/або в різних умовах освітленості.
Згідно з правилами Міжнародної федерації стрілецького спорту, мішені мають діаметр у 110 мм, висоту у 25—26 мм та вагу у 105 г.